# Junonia schraderi
Junonia schraderi är en fjärilsart som beskrevs av Gunder 1925. Junonia schraderi ingår i släktet Junonia och familjen praktfjärilar. Inga underarter finns listade i Catalogue of Life.